# 笑気吸入鎮静器

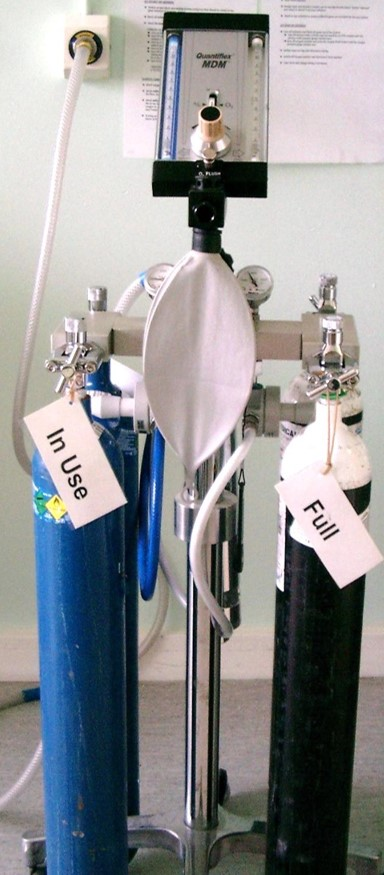
笑気吸入鎮静器

笑気吸入鎮静器（しょうききゅうにゅうちんせいき、英: Relative analgesia machine）は、歯科医師が患者に吸入鎮静法を行うために使用するものである。

## 解説
亜酸化窒素（笑気ガス）と酸素の混合気が用いられる。笑気吸入鎮静器は麻酔器よりも単純な機構で、全身麻酔に必要な医療用人工呼吸器や麻酔用気化器などを搭載していない。笑気吸入鎮静器は、亜酸化窒素を用いた軽い麻酔のために設計されており、患者は痛みを感じにくくなるが、意識は保たれる。